# 徳生公園
徳生公園（とくしょうこうえん）は、神奈川県横浜市都筑区南山田にある都市公園（近隣公園）である。

## 概要
「港北パークヒルズ」や「港北ニュータウンパークサイドハイツ」など高層住宅群の中心にある公園。平成10年(1998年)12月25日の開園以来26年と77日が経過している。中央には大きな人工池がある。緑道の「せせらぎのみち」によって牛久保公園、牛久保西公園、山崎公園、神無公園、山田富士公園などと結ばれている。

## 施設
- 池(人工)
- 花壇（横浜市立南山田小学校2年生によるもの。チューリップなどが植えられている）

## 自然
池の中
- 鴨
- 鯉

冬には多くのカモ類が訪れる
- ホシハジロ
- キンクロハジロ
- オナガガモ

## 催事・祭りなど
水辺の祭典
町内会・近隣マンション自治会・ボランティアなどで行われるお祭り。毎年9月半ばごろに行われる。
ステージでは、近隣の小中学校の児童・生徒やアーティストなどが歌やダンスなどを披露する。
また日がくれると、池に子供たちが作った灯篭が流される。

## 周辺
- ローソン都筑南山田2丁目店
- セブンイレブン横浜牛久保東1丁目店
- 東急バス 南山田二丁目停留所
- 牛久保公園
- 牛久保西公園
- 山崎公園
- 神無公園
- 山田富士公園
- 大塚・歳勝土遺跡
- モザイクモール港北・都筑阪急